# Cordillera de Mérida
Cordillera de Mérida je horské pásmo na severozápadě Venezuely. Rozkládá se z jihozápadu na severovýchod a tvoří severovýchodní výběžek And. Nejvyšší horou pohoří je nejvyšší hora Venezuely Pico Bolívar.

## Geografie
Cordillera de Mérida navazuje na kolumbijskou Východní Kordilleru a má délku okolo 500 kilometrů. V okolí města Mérida, přibližně v polovině horského pásma, odděluje mezihorská kotlina řeky Chama severní část pohoří Sierra de la Culata od o něco vyšší jižní části Sierra Nevada de Mérida. Sierra de la Culata dosahuje nejvyšší výšky vrcholem Pico Piedras Blancas (4 737 m). V Sieře Nevadě de Mérida vystupují nejvýše vrcholy Pico Bolívar, vrcholy stejného horského masivu Pico Humboldt (4 940 m) a Pico Bonpland (4 883 m) a Pico La Concha (4 762 m).

## Geologie
Jádro pohoří je tvořeno krystalickými horninami, především žulami a rulami. Povrchové horniny tvoří sedimenty z období křídy a starších třetihor.